# Little Ponton
Little Ponton är en by i civil parish Little Ponton and Stroxton, i distriktet South Kesteven, i grevskapet Lincolnshire, i England. Byn är belägen 4 km från Grantham. Little Ponton var en civil parish fram till 1931 när blev den en del av Little Ponton and Stroxton. Civil parish hade 202 invånare år 1921. Byn nämndes i Domedagsboken (Domesday Book) år 1086, och kallades då Alia Pamtone/Pamptune/Parva Pantone.